# Olavskyrkans ruin

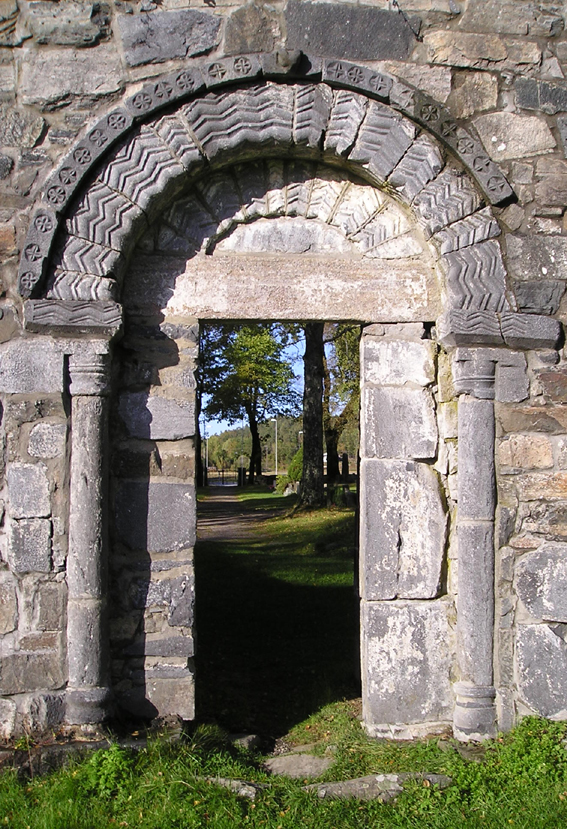
Portalen till Skeidi kyrka.

Olavskyrkans ruin eller Skeidi kyrka är ruinen efter en stenkyrka i Bamble kommun i Telemark fylke i Norge från år 1150. Kyrkan var troligen fem meter längre än vad ruinerna antyder och under äldre tid den största stenkyrkan i Telemark. Troligen var den huvudkyrka i Grenland. På 1950-talet fanns planer på att återuppbygga kyrkan, men dessa planer är inte längre aktuella. Ett litet sidokapell "Mariakapellet" har iordningställts för kyrkligt bruk.